# Pseudocyphellaria colensoi
Pseudocyphellaria colensoi är en lavart som först beskrevs av C. Bab. ex Hook. f., och fick sitt nu gällande namn av Vain. Pseudocyphellaria colensoi ingår i släktet Pseudocyphellaria och familjen Lobariaceae.   Inga underarter finns listade i Catalogue of Life.